# アラビノース
アラビノース (arabinose, Ara) は、五炭糖及びアルドースに分類される糖の一種である。
他の単糖とは異なり、自然界にD体よりもL体の方が多いという特徴を持つ。キシロース主鎖にα1,3結合したアラビノキシランの構成成分としてカラマツやイネ科植物等に多く含まれるほか、ペクチンにも含まれている。
L-アラビノースは、植物の細胞壁を構成するヘミセルロース などに豊富に存在し、米や小麦などの穀類の繊維質に特に多く存在する。
またアラビノース同士がα1,5結合し、アラビアガム、シュガービートパルプなどの成分であるアラビナンを構成している。
砂糖の50%程度の甘味を持ち、小腸で吸収されにくく、α-グルコシダーゼの一種であるスクラーゼ(ショ糖分解酵素)の活性を特異的に阻害する。そのため、ショ糖(＝砂糖)を含む食品とともに摂取した際、その吸収を抑え、血糖値の上昇を抑制する作用がある。加えて、このとき吸収されなかった砂糖は小腸及び大腸において腸内細菌によって代謝されるため、オリゴ糖と同様の健康効果を持つようになる可能性が示唆されている。例として、慶應義塾大学の研究グループによるマウスを使った研究では、L-アラビノースとスクロースを同時に摂取することで、特定の腸内細菌に協調的に作用することにより、有益な腸内細菌代謝物として知られている短鎖脂肪酸である酢酸・プロピオン酸の産生を相乗的に促進させ、高脂肪食誘導性の肥満を抑制することが明らかになっている。味噌、パン、ビール、緑茶、紅茶などにアラビノースが少量含まれているほか、分離精製された高純度品がサプリメントとして販売されている。なお、以前には特定保健用食品としてアラビノースを含有する砂糖が発売されていた(現在は終売)。この際、砂糖にL-アラビノースを3%添加することで血糖値の上昇が約40%抑制できるとして、「血糖値が気になる方のお砂糖」とのヘルスクレームが認められていた。。